# ケックスホルム県

ケックスホルム県
Kexholms län
Käkisalmen lääni
1635年のフィンランドの県 (州)分割
(21がケックスホルム県)

ケックスホルム県（ケックスホルムけん、スウェーデン語: Kexholms län、フィンランド語: Käkisalmen lääni）は、1634年から1721年まであったスウェーデン統治下のフィンランドの県。その大部分は大北方戦争の結果、ニスタット条約によりロシア帝国へ割譲された。県都ケックスホルム（フィンランド語名 カキサルミ）は現在のプリオゼルスクに当たる。フィンランド語では、カキサルミ州と呼ばれる。
県域は北はリエクサ、東はヒュルシュラに達した。ヴィボリ・ニュースロット県に隣接する。ロシア帝国への割譲後、スウェーデン側に残った領地は、ヴィボリ・ニュースロット県を再編したキュメネゴルド・ニュースロット県に編入された。
元ケックスホルム県域は、1812年に「古きフィンランド」の一部としてフィンランド大公国の一部となり、ヴィープリ州となった。しかし県の最北部は、1808年から1809年にかけての第二次ロシア・スウェーデン戦争（フィンランド戦争）までスウェーデン領に残っていた。

## 州域の変遷

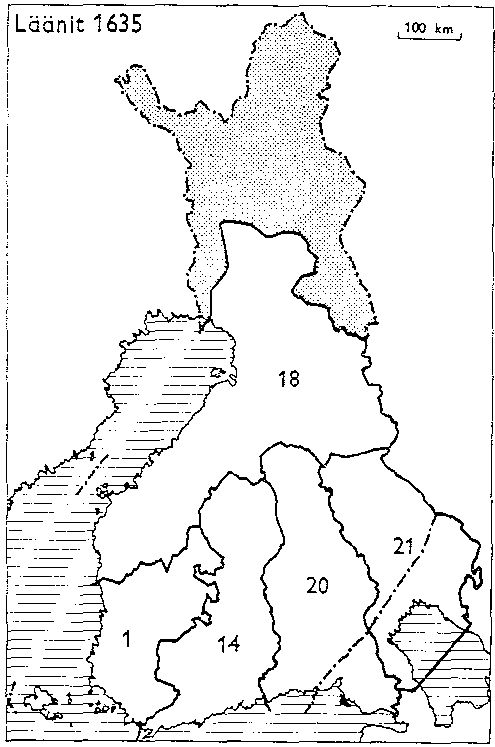
1635年のフィンランドの州 (県): 1: トゥルク・ポリ州, 14: ウーシマー・ハメ州, 18: ポフヤンマー州, 20: ヴィープリ・サヴォンリンナ州, 21: カキサルミ州

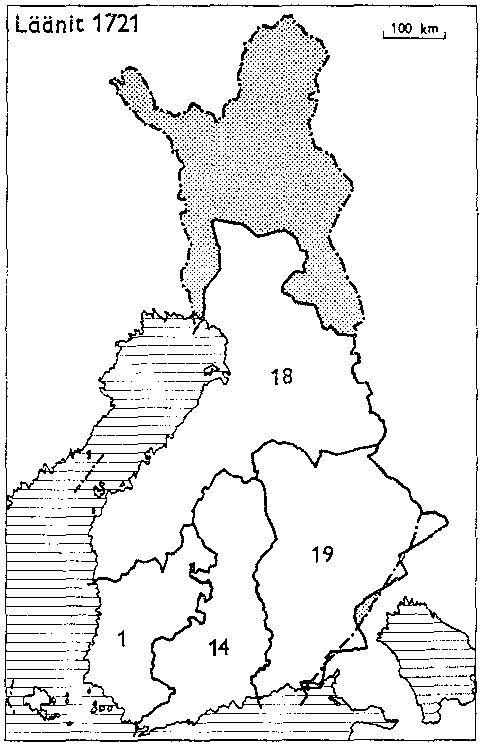
1721年のフィンランドの州 (県): 1: トゥルク・ポリ州, 14: ウーシマー・ハメ州, 18: ポフヤンマー州, 19: サヴォンリンナ・キュメンカルタノ州

|  |  |

## 歴代知事
- Henrik Månsson 1634–1636
- Magnus Nieroth 1636–1641
- Henrik Piper 1641–1642 (acting)
- Reinhold Mettstake 1642–1652
- Patrick Ogilwie 1660–1674
- Berendt Mellin 1674–1690